# Gladys Tejeda
Gladys Tejeda (ur. 30 września 1985 w Huancayo) – peruwiańska lekkoatletka specjalizująca się w biegach długodystansowych.
W 2015 została pozbawiona złotego medalu igrzysk panamerykańskich oraz zdyskwalifikowana na okres 6 miesięcy za stosowanie niedozwolonego dopingu (do 8 marca 2016).

## Osiągnięcia
| Rok  | Impreza                                                | Miejsce             | Konkurencja           | Lokata      | Wynik    |
| ---- | ------------------------------------------------------ | ------------------- | --------------------- | ----------- | -------- |
| 2010 | Mistrzostwa Ameryki Południowej w półmaratonie         | Lima                | półmaraton            | 2. miejsce  | 1:13:52  |
| 2010 | Mistrzostwa świata w półmaratonie                      | Nanning             | półmaraton            | 21. miejsce | 1:13:46  |
| 2011 | Igrzyska panamerykańskie                               | Guadalajara         | bieg maratoński       | 3. miejsce  | 2:42:09  |
| 2012 | Igrzyska olimpijskie                                   | Londyn              | bieg maratoński       | 43. miejsce | 2:32:07  |
| 2013 | Mistrzostwa Ameryki Południowej                        | Cartagena de Indias | bieg na 5000 metrów   | 2. miejsce  | 16:19,39 |
| 2013 | Igrzyska boliwaryjskie                                 | Trujillo            | półmaraton            | 1. miejsce  | 1:12:53  |
| 2014 | Mistrzostwa świata w półmaratonie                      | Kopenhaga           | półmaraton            | 26. miejsce | 71:24    |
| 2015 | Mistrzostwa świata w biegach przełajowych              | Guiyang             | bieg seniorek         | 21. miejsce | 28:22    |
| 2015 | Igrzyska panamerykańskie                               | Toronto             | bieg maratoński       | 1. miejsce  | 2:33:03  |
| 2016 | Mistrzostwa świata w półmaratonie                      | Cardiff             | półmaraton            | 9. miejsce  | 1:10:14  |
| 2016 | Igrzyska olimpijskie                                   | Rio de Janeiro      | bieg maratoński       | 15. miejsce | 2:29:55  |
| 2017 | Mistrzostwa świata w biegach przełajowych              | Kampala             | bieg seniorek         | 34. miejsce | 35:24    |
| 2018 | Mistrzostwa świata w półmaratonie                      | Walencja            | półmaraton            | 29. miejsce | 1:11:52  |
| 2018 | Igrzyska Ameryki Południowej                           | Cochabamba          | bieg na 10 000 metrów | 2. miejsce  | 35:59,45 |
| 2019 | Mistrzostwa Ameryki Południowej w biegach przełajowych | Guayaquil           | bieg seniorek         | 2. miejsce  | 39:27    |
| 2019 | Igrzyska panamerykańskie                               | Lima                | bieg maratoński       | 1. miejsce  | 2:30:55  |
| 2019 | Mistrzostwa świata w biegach przełajowych              | Aarhus              | bieg seniorek         | 40. miejsce | 39:27    |
| 2021 | Igrzyska olimpijskie                                   | Tokio               | bieg maratoński       | 27. miejsce | 2:34:21  |
| 2022 | Igrzyska boliwaryjskie                                 | Valledupar          | półmaraton            | 1. miejsce  | 1:15:14  |
| 2023 | Igrzyska panamerykańskie                               | Santiago            | bieg maratoński       | 3. miejsce  | 2:30:39  |
| 2024 | Igrzyska olimpijskie                                   | Paryż               | bieg maratoński       | 56. miejsce | 2:35:36  |

## Rekordy życiowe
- Bieg na 5000 metrów – 16:00,55 (2018)
- Bieg na 10 000 metrów – 32:18,49 (2015)
- Półmaraton – 1:10:14 (2016) rekord Ameryki Południowej[1]
- Maraton – 2:25:57 (2022) rekord Peru

Do zawodniczki należą byłe rekordy Peru w maratonie (2:27:07, wcześniej też 2:32:32).